# فرودگاه دیکیتر های-وای
فرودگاه دیکیتر های-وای (به انگلیسی: Decatur Hi-Way Airport) یک فرودگاه همگانی با کد یاتا DCR است که یک باند فرود چمن دارد و طول باند آن ۶۱۲ متر است. این فرودگاه در کشور ایالات متحده آمریکا قرار دارد و در ارتفاع ۲۵۷ متری از سطح دریا واقع شده‌است.